# Метрика (сеть магазинов)
«Метрика» — бывшая российская торгово-производственная компания формата DIY. Головное предприятие располагалось в Санкт-Петербурге.

## История
Первый магазин сети был открыт в 2005 году в Санкт-Петербурге и уже в следующем году, по данным РБК, компания заняла 2-е место по известности бренда среди подобных гипермаркетов в регионе. В 2007 году сеть увеличилась за счет открытия 6 новых торговых площадок: 3 гипермаркетов и 3 супермаркетов, при этом общая площадь торговых помещений выросла до 67 тыс. кв. м. К 2008 году их количество увеличилось до 10, за счет открытия точек в Липецке и Пскове.
В 2016 году сеть «Метрика» закрыла все свои магазины в Санкт-Петербурге и прекратила свое существование. Товарный знак «Метрика» продан на торгах ИП Наливкину Климентию Игоревичу.

## Деятельность
На пике развития в 2014 году торговая сеть «Метрика» включала более 100 магазинов в 70 городах на Северо-Западе, в Центральном и Приволжском федеральных округах. Гипермаркеты «Метрика» имели торговую площадь до 13,5 тыс. м², а ассортимент — до 50 000 SKU, включающий в себя товары для дома, сада, ремонта и строительства.
Также магазины сети имелись в городах Всеволожск,Волхов, Гатчина, Петергоф, Подпорожье, Пикалёво, Тихвин, Тосно, Архангельск, Котлас, Валдай, Великий Новгород, Боровичи, Костомукша, Петрозаводск, Сыктывкар, Псков, Великие Луки, Опочка, Удомля.